# Serrodes mediopallens
Serrodes mediopallens är en fjärilsart som beskrevs av Louis Beethoven Prout 1924. Serrodes mediopallens ingår i släktet Serrodes och familjen nattflyn. Inga underarter finns listade i Catalogue of Life.

## Bildgalleri

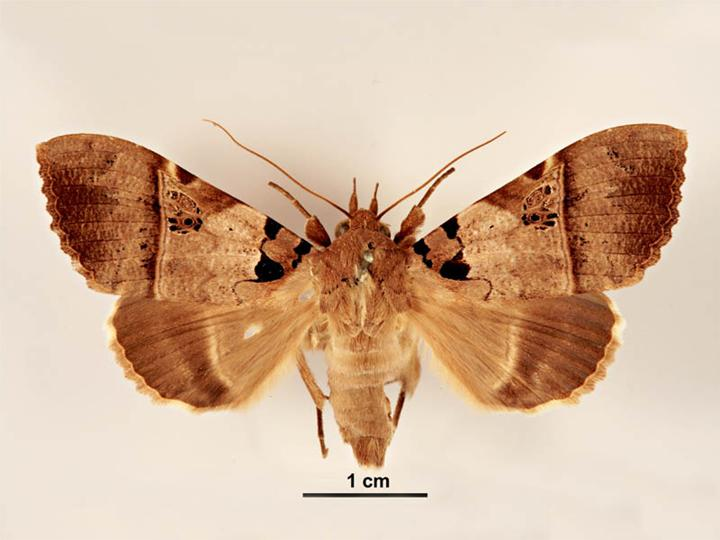
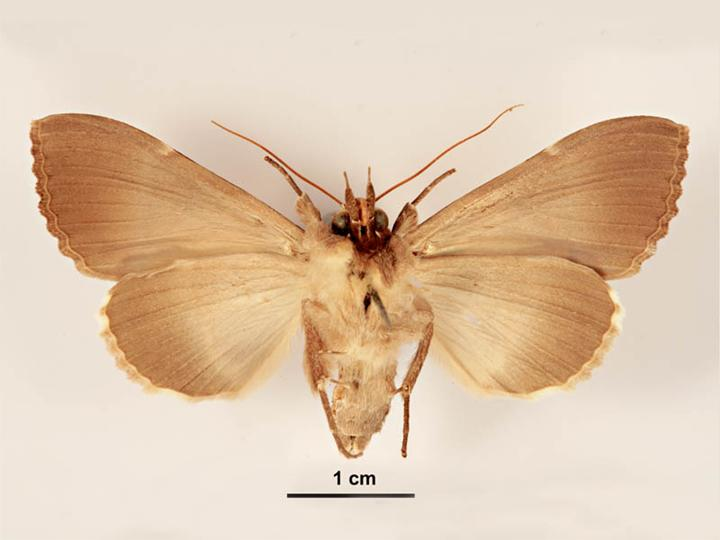